# 811 (numero)
Ottocentoundici (811) è il numero naturale dopo l'810 e prima dell'812.

## Proprietà matematiche
- È un numero dispari.
- È un numero difettivo.
- È un numero primo.
  - È un numero primo di Chen.
- È un numero intero privo di quadrati.
- È un numero malvagio.
- È un numero palindromo e un numero ondulante e nel sistema di numerazione posizionale a base 27 (131).
- È parte della terna pitagorica (811, 328860, 328861).

## Astronomia
- 811 Nauheima è un asteroide della fascia principale.
- NGC 811 è una galassia spirale della costellazione della Balena.

## Altri ambiti
- Il volo United Airlines 811 era un volo di linea della United Airlines tra San Francisco, Stati Uniti, e Sydney, Australia, con scali a Honolulu, Hawaii e Auckland, Nuova Zelanda. Il 24 febbraio 1989 sul Boeing 747-122 che operava il volo si è verificata una decompressione esplosiva poco dopo il decollo dall'Aeroporto Internazionale di Honolulu che ha causato una falla nella fusoliera dalla quale furono risucchiate all'esterno alcune file di sedili. Complessivamente i passeggeri dispersi furono nove.
- La March 811 fu una vettura di Formula 1.